# 마르티나 파바레토
마르티나 파바레토(이탈리아어: Martina Favaretto, 2001년 11월 15일~)는 이탈리아의 펜싱 선수로 주 종목은 플뢰레이다. 2024년 하계 올림픽에서 여자 플뢰레 단체전 은메달을 획득했으며 세계 선수권 대회에서 금메달 2개, 동메달 1개를 획득했다.